# Élections municipales de 2026 dans la Vendée
Pour un article plus général, voir Élections municipales françaises de 2026.
Les élections municipales dans la Vendée sont prévues en mars 2026. Cette page ne traite que les communes de 3 000 habitants et plus dans la Vendée.

## Résultats à l'échelle du département

### Maires sortants et maires élus
| Commune                   | Population (en 2022) | Maire sortant(e)      | Parti | Parti | Maire élu(e) | Parti | Parti |
| ------------------------- | -------------------- | --------------------- | ----- | ----- | ------------ | ----- | ----- |
| Les Achards               | 5 451                | Michel Valla          |       | DVD   |              |       |       |
| Aizenay                   | 10 218               | Franck Roy            |       | DVD   |              |       |       |
| Aubigny-Les Clouzeaux     | 7 129                | Michelle Grellier     |       | DVG   |              |       |       |
| Beauvoir-sur-Mer          | 3 955                | Jean-Yves Billon      |       | DVD   |              |       |       |
| Bellevigny                | 6 239                | Philippe Briaud       |       | SE    |              |       |       |
| Benet                     | 4 059                | Camille Fontaine      |       | SE    |              |       |       |
| Le Boupère                | 3 170                | Anne Bizon            |       | SE    |              |       |       |
| Bournezeau                | 3 471                | Louisette Billaudeau  |       | DVD   |              |       |       |
| Bretignolles-sur-Mer      | 5 139                | Frédéric Fouquet      |       | DVD   |              |       |       |
| La Bruffière              | 4 015                | Jean-Michel Bregeon   |       | DVD   |              |       |       |
| La Chaize-le-Vicomte      | 3 883                | Yannick David         |       | DVD   |              |       |       |
| Challans                  | 22 890               | Rémi Pascreau         |       | DVC   |              |       |       |
| Chantonnay                | 8 518                | Isabelle Moinet       |       | DVD   |              |       |       |
| Chanverrie                | 5 580                | Jean-François Fruchet |       | DVD   |              |       |       |
| Chavagnes-en-Paillers     | 3 648                | Éric Salaün           |       | DVD   |              |       |       |
| Coëx                      | 3 416                | Thierry Favreau       |       | SE    |              |       |       |
| Commequiers               | 3 708                | Philippe Moreau       |       | DVD   |              |       |       |
| Cugand-la-Bernardière     | 5 659                | Claude Durand         |       | DVD   |              |       |       |
| Dompierre-sur-Yon         | 4 535                | François Gilet        |       | DVG   |              |       |       |
| Essarts en Bocage         | 6 835                | Caroline Gilbert      |       | SE    |              |       |       |
| Le Fenouiller             | 4 978                | Isabelle Tessier      |       | DVD   |              |       |       |
| La Ferrière               | 5 411                | David Bely            |       | DVD   |              |       |       |
| Fontenay-le-Comte         | 13 806               | Ludovic Hocbon        |       | HOR   |              |       |       |
| La Garnache               | 5 413                | François Petit        |       | DVD   |              |       |       |
| La Gaubretière            | 3 223                | Marie-Thérèse Pluchon |       | DVD   |              |       |       |
| L'Herbergement            | 3 437                | Anne Boisteau-Payen   |       | DVD   |              |       |       |
| Les Herbiers              | 16 589               | Christophe Hogard     |       | DVD   |              |       |       |
| L'Île-d'Yeu               | 4 887                | Carole Charuau        |       | DVD   |              |       |       |
| Jard-sur-Mer              | 3 046                | Sonia Gindreau        |       | SE    |              |       |       |
| Luçon                     | 9 450                | Dominique Bonnin      |       | LR    |              |       |       |
| Les Lucs-sur-Boulogne     | 3 671                | Roger Gaborieau       |       | DVD   |              |       |       |
| Montaigu-Vendée           | 20 754               | Florent Limouzin      |       | DVD   |              |       |       |
| Montréverd                | 3 833                | Damien Grasset        |       | DVD   |              |       |       |
| Mortagne-sur-Sèvre        | 6 065                | Alain Brochoire       |       | DVD   |              |       |       |
| Mouilleron-le-Captif      | 5 209                | Jacky Godard          |       | DVD   |              |       |       |
| Nesmy                     | 3 056                | Thierry Ganachaud     |       | DVD   |              |       |       |
| Noirmoutier-en-l'Île      | 4 502                | Yan Balat             |       | DVC   |              |       |       |
| Le Poiré-sur-Vie          | 8 637                | Sabine Roirand        |       | DVD   |              |       |       |
| Pouzauges                 | 5 641                | Michelle Devanne      |       | DVG   |              |       |       |
| Rives de l'Yon            | 4 285                | Christophe Hermouet   |       | DVD   |              |       |       |
| Rocheservière             | 3 571                | Bernard Dabreteau     |       | DVD   |              |       |       |
| La Roche-sur-Yon          | 54 699               | Luc Bouard            |       | HOR   |              |       |       |
| Les Sables-d'Olonne       | 48 740               | Yannick Moreau        |       | DVD   |              |       |       |
| Saint-Fulgent             | 3 924                | Jean-Luc Gautron      |       | DVD   |              |       |       |
| Saint-Gilles-Croix-de-Vie | 8 140                | François Blanchet     |       | HOR   |              |       |       |
| Saint-Hilaire-de-Riez     | 12 923               | Kathia Viel           |       | DVG   |              |       |       |
| Saint-Jean-de-Monts       | 8 809                | Véronique Launay      |       | DVG   |              |       |       |
| Saint-Laurent-sur-Sèvre   | 3 613                | Éric Couderc          |       | DVD   |              |       |       |
| Saint-Philbert-de-Bouaine | 3 622                | Francis Breton        |       | DVD   |              |       |       |
| Sallertaine               | 3 390                | Jean-Luc Menuet       |       | DVD   |              |       |       |
| Sèvremont                 | 6 401                | Jean-Louis Roy        |       | DVD   |              |       |       |
| Soullans                  | 4 535                | Jean-Michel Rouillé   |       | DVD   |              |       |       |
| Talmont-Saint-Hilaire     | 8 327                | Maxence de Rugy       |       | LR    |              |       |       |
| La Tranche-sur-Mer        | 3 129                | Serge Kubryk          |       | LR    |              |       |       |
| Treize-Septiers           | 3 361                | Isabelle Rivière      |       | LR    |              |       |       |
| Venansault                | 4 743                | Laurent Favreau       |       | DVD   |              |       |       |

### Résultats en nombre de maires
| Partis       | Partis           | Maires sortants | Maires élus | Évolution |
| ------------ | ---------------- | --------------- | ----------- | --------- |
|              | Divers droite    | 36              |             |           |
|              | Les Républicains | 4               |             |           |
| Total droite | Total droite     | 40              |             |           |
|              | Horizons         | 3               |             |           |
|              | Divers centre    | 2               |             |           |
| Total centre | Total centre     | 5               |             |           |
|              | Divers gauche    | 5               |             |           |
| Total gauche | Total gauche     | 5               |             |           |
|              | Sans étiquette   | 6               |             |           |
| Total        | Total            | 56              | 56          | -         |

## Résultats dans les communes de plus de 3 000 habitants

### Les Achards
- Maire sortant : Michel Valla (DVD), ne se représente pas[2].
- 33 sièges à pourvoir au conseil municipal (population légale 2022 : 5 451 habitants)
- 8 sièges à pourvoir au conseil communautaire (CC du Pays des Achards)

| Tête de liste | Tête de liste | Parti(s) | Nuance | Premier tour | Premier tour | Second tour | Second tour | Sièges | Sièges |
| Tête de liste | Tête de liste | Parti(s) | Nuance | Voix         | %            | Voix        | %           | CM     | CC     |
| ------------- | ------------- | -------- | ------ | ------------ | ------------ | ----------- | ----------- | ------ | ------ |

### Aizenay
- Maire sortant : Franck Roy (DVD)
- 33 sièges à pourvoir au conseil municipal (population légale 2022 : 10 218 habitants)
- 8 sièges à pourvoir au conseil communautaire (CC de Vie et Boulogne)

| Tête de liste | Tête de liste | Parti(s) | Nuance | Premier tour | Premier tour | Second tour | Second tour | Sièges | Sièges |
| Tête de liste | Tête de liste | Parti(s) | Nuance | Voix         | %            | Voix        | %           | CM     | CC     |
| ------------- | ------------- | -------- | ------ | ------------ | ------------ | ----------- | ----------- | ------ | ------ |

### Aubigny-Les Clouzeaux
- Maire sortante : Michèle Grellier (DVG)
- 29 sièges à pourvoir au conseil municipal (population légale 2022 : 7 129 habitants)
- 4 sièges à pourvoir au conseil communautaire (La Roche-sur-Yon - Agglomération)

| Tête de liste            | Tête de liste     | Parti(s) | Nuance | Premier tour | Premier tour | Second tour | Second tour | Sièges | Sièges |
| Tête de liste            | Tête de liste     | Parti(s) | Nuance | Voix         | %            | Voix        | %           | CM     | CC     |
| ------------------------ | ----------------- | -------- | ------ | ------------ | ------------ | ----------- | ----------- | ------ | ------ |
|                          | Michèle Grellier, | DVG      |        |              |              |             |             |        |        |
|                          |                   |          |        |              |              |             |             |        |        |
| Exprimés                 |                   |          |        |              |              |             |             |        |        |
| Votes blancs             |                   |          |        |              |              |             |             |        |        |
| Votes nuls               |                   |          |        |              |              |             |             |        |        |
| Total                    | Total             | Total    | Total  |              | 100          |             | 100         | 29     | 4      |
| Absentions               |                   |          |        |              |              |             |             |        |        |
| Inscrits / participation |                   |          |        |              |              |             |             |        |        |

### Beauvoir-sur-Mer
- Maire sortant : Jean-Yves Billon (DVD)
- 27 sièges à pourvoir au conseil municipal (population légale 2022 : 3 955 habitants)
- 4 sièges à pourvoir au conseil communautaire (Challans-Gois Communauté)

| Tête de liste | Tête de liste | Parti(s) | Nuance | Premier tour | Premier tour | Second tour | Second tour | Sièges | Sièges |
| Tête de liste | Tête de liste | Parti(s) | Nuance | Voix         | %            | Voix        | %           | CM     | CC     |
| ------------- | ------------- | -------- | ------ | ------------ | ------------ | ----------- | ----------- | ------ | ------ |

### Bellevigny
- Maire sortant : Philippe Briaud (SE)
- 33 sièges à pourvoir au conseil municipal (population légale 2022 : 6 239 habitants)
- 6 sièges à pourvoir au conseil communautaire (CC de Vie et Boulogne)

| Tête de liste | Tête de liste | Parti(s) | Nuance | Premier tour | Premier tour | Second tour | Second tour | Sièges | Sièges |
| Tête de liste | Tête de liste | Parti(s) | Nuance | Voix         | %            | Voix        | %           | CM     | CC     |
| ------------- | ------------- | -------- | ------ | ------------ | ------------ | ----------- | ----------- | ------ | ------ |

### Benet
- Maire sortant : Camille Fontaine (SE)
- 27 sièges à pourvoir au conseil municipal (population légale 2022 : 4 059 habitants)
- 8 sièges à pourvoir au conseil communautaire (CC Vendée, Sèvre, Autise)

| Tête de liste | Tête de liste | Parti(s) | Nuance | Premier tour | Premier tour | Second tour | Second tour | Sièges | Sièges |
| Tête de liste | Tête de liste | Parti(s) | Nuance | Voix         | %            | Voix        | %           | CM     | CC     |
| ------------- | ------------- | -------- | ------ | ------------ | ------------ | ----------- | ----------- | ------ | ------ |

### Le Boupère
- Maire sortante : Anne Bizon (SE)
- 23 sièges à pourvoir au conseil municipal (population légale 2022 : 3 170 habitants)
- 5 sièges à pourvoir au conseil communautaire (CC du Pays de Pouzauges)

| Tête de liste | Tête de liste | Parti(s) | Nuance | Premier tour | Premier tour | Second tour | Second tour | Sièges | Sièges |
| Tête de liste | Tête de liste | Parti(s) | Nuance | Voix         | %            | Voix        | %           | CM     | CC     |
| ------------- | ------------- | -------- | ------ | ------------ | ------------ | ----------- | ----------- | ------ | ------ |

### Bournezeau
- Maire sortante : Louisette Billaudeau (DVD)
- 23 sièges à pourvoir au conseil municipal (population légale 2022 : 3 471 habitants)
- 5 sièges à pourvoir au conseil communautaire (CC Pays de Chantonnay)

| Tête de liste | Tête de liste | Parti(s) | Nuance | Premier tour | Premier tour | Second tour | Second tour | Sièges | Sièges |
| Tête de liste | Tête de liste | Parti(s) | Nuance | Voix         | %            | Voix        | %           | CM     | CC     |
| ------------- | ------------- | -------- | ------ | ------------ | ------------ | ----------- | ----------- | ------ | ------ |

### Bretignolles-sur-Mer
- Maire sortant : Frédéric Fouquet (DVD)
- 29 sièges à pourvoir au conseil municipal (population légale 2022 : 5 139 habitants)
- 4 sièges à pourvoir au conseil communautaire (CA du Pays de Saint-Gilles-Croix-de-Vie)

| Tête de liste | Tête de liste | Parti(s) | Nuance | Premier tour | Premier tour | Second tour | Second tour | Sièges | Sièges |
| Tête de liste | Tête de liste | Parti(s) | Nuance | Voix         | %            | Voix        | %           | CM     | CC     |
| ------------- | ------------- | -------- | ------ | ------------ | ------------ | ----------- | ----------- | ------ | ------ |

### La Bruffière
- Maire sortant : Jean-Michel Bregeon (DVD)
- 27 sièges à pourvoir au conseil municipal (population légale 2022 : 4 015 habitants)
- 4 sièges à pourvoir au conseil communautaire (CA Terres de Montaigu)

| Tête de liste | Tête de liste | Parti(s) | Nuance | Premier tour | Premier tour | Second tour | Second tour | Sièges | Sièges |
| Tête de liste | Tête de liste | Parti(s) | Nuance | Voix         | %            | Voix        | %           | CM     | CC     |
| ------------- | ------------- | -------- | ------ | ------------ | ------------ | ----------- | ----------- | ------ | ------ |

### La Chaize-le-Vicomte
- Maire sortant : Yannick David (DVD)
- 27 sièges à pourvoir au conseil municipal (population légale 2022 : 3 883 habitants)
- 2 sièges à pourvoir au conseil communautaire (La Roche-sur-Yon - Agglomération)

| Tête de liste | Tête de liste | Parti(s) | Nuance | Premier tour | Premier tour | Second tour | Second tour | Sièges | Sièges |
| Tête de liste | Tête de liste | Parti(s) | Nuance | Voix         | %            | Voix        | %           | CM     | CC     |
| ------------- | ------------- | -------- | ------ | ------------ | ------------ | ----------- | ----------- | ------ | ------ |

### Challans
- Maire sortant : Rémi Pascreau (DVC)
- 35 sièges à pourvoir au conseil municipal (population légale 2022 : 22 890 habitants)
- 19 sièges à pourvoir au conseil communautaire (Challans-Gois Communauté)

| Tête de liste | Tête de liste | Parti(s) | Nuance | Premier tour | Premier tour | Second tour | Second tour | Sièges | Sièges |
| Tête de liste | Tête de liste | Parti(s) | Nuance | Voix         | %            | Voix        | %           | CM     | CC     |
| ------------- | ------------- | -------- | ------ | ------------ | ------------ | ----------- | ----------- | ------ | ------ |

### Chantonnay
- Maire sortante : Isabelle Moinet (DVD)
- 29 sièges à pourvoir au conseil municipal (population légale 2022 : 8 518 habitants)
- 11 sièges à pourvoir au conseil communautaire (CC Pays de Chantonnay)

| Tête de liste | Tête de liste | Parti(s) | Nuance | Premier tour | Premier tour | Second tour | Second tour | Sièges | Sièges |
| Tête de liste | Tête de liste | Parti(s) | Nuance | Voix         | %            | Voix        | %           | CM     | CC     |
| ------------- | ------------- | -------- | ------ | ------------ | ------------ | ----------- | ----------- | ------ | ------ |

### Chanverrie
- Maire sortant : Jean-François Fruchet (DVD)
- 33 sièges à pourvoir au conseil municipal (population légale 2022 : 5 580 habitants)
- 6 sièges à pourvoir au conseil communautaire (CC du Pays de Mortagne)

| Tête de liste | Tête de liste | Parti(s) | Nuance | Premier tour | Premier tour | Second tour | Second tour | Sièges | Sièges |
| Tête de liste | Tête de liste | Parti(s) | Nuance | Voix         | %            | Voix        | %           | CM     | CC     |
| ------------- | ------------- | -------- | ------ | ------------ | ------------ | ----------- | ----------- | ------ | ------ |

### Chavagnes-en-Paillers
- Maire sortant : Éric Salaün (DVD)
- 27 sièges à pourvoir au conseil municipal (population légale 2022 : 3 648 habitants)
- 5 sièges à pourvoir au conseil communautaire (CC du Pays de Saint-Fulgent - Les Essarts)

| Tête de liste | Tête de liste | Parti(s) | Nuance | Premier tour | Premier tour | Second tour | Second tour | Sièges | Sièges |
| Tête de liste | Tête de liste | Parti(s) | Nuance | Voix         | %            | Voix        | %           | CM     | CC     |
| ------------- | ------------- | -------- | ------ | ------------ | ------------ | ----------- | ----------- | ------ | ------ |

### Coëx
- Maire sortant : Thierry Favreau (SE)
- 23 sièges à pourvoir au conseil municipal (population légale 2022 : 3 416 habitants)
- 3 sièges à pourvoir au conseil communautaire (CA du Pays de Saint-Gilles-Croix-de-Vie)

| Tête de liste | Tête de liste | Parti(s) | Nuance | Premier tour | Premier tour | Second tour | Second tour | Sièges | Sièges |
| Tête de liste | Tête de liste | Parti(s) | Nuance | Voix         | %            | Voix        | %           | CM     | CC     |
| ------------- | ------------- | -------- | ------ | ------------ | ------------ | ----------- | ----------- | ------ | ------ |

### Commequiers
- Maire sortant : Philippe Moreau (DVD)
- 27 sièges à pourvoir au conseil municipal (population légale 2022 : 3 708 habitants)
- 3 sièges à pourvoir au conseil communautaire (CA du Pays de Saint-Gilles-Croix-de-Vie)

| Tête de liste | Tête de liste | Parti(s) | Nuance | Premier tour | Premier tour | Second tour | Second tour | Sièges | Sièges |
| Tête de liste | Tête de liste | Parti(s) | Nuance | Voix         | %            | Voix        | %           | CM     | CC     |
| ------------- | ------------- | -------- | ------ | ------------ | ------------ | ----------- | ----------- | ------ | ------ |

### Cugand-la-Bernardière
- Maire sortant : Claude Durand (DVD)
- 33 sièges à pourvoir au conseil municipal (population légale 2022 : 5 659 habitants)
- 5 sièges à pourvoir au conseil communautaire (CA Terre de Montaigu)

| Tête de liste | Tête de liste | Parti(s) | Nuance | Premier tour | Premier tour | Second tour | Second tour | Sièges | Sièges |
| Tête de liste | Tête de liste | Parti(s) | Nuance | Voix         | %            | Voix        | %           | CM     | CC     |
| ------------- | ------------- | -------- | ------ | ------------ | ------------ | ----------- | ----------- | ------ | ------ |

### Dompierre-sur-Yon
- Maire sortant : François Gilet (DVG)
- 27 sièges à pourvoir au conseil municipal (population légale 2022 : 4 535 habitants)
- 2 sièges à pourvoir au conseil communautaire (La Roche-sur-Yon - Agglomération)

| Tête de liste | Tête de liste | Parti(s) | Nuance | Premier tour | Premier tour | Second tour | Second tour | Sièges | Sièges |
| Tête de liste | Tête de liste | Parti(s) | Nuance | Voix         | %            | Voix        | %           | CM     | CC     |
| ------------- | ------------- | -------- | ------ | ------------ | ------------ | ----------- | ----------- | ------ | ------ |

### Essarts-en-Bocage
- Maire sortante : Caroline Gilbert (SE)
- 29 sièges à pourvoir au conseil municipal (population légale 2022 : 6 835 habitants)
- 8 sièges à pourvoir au conseil communautaire (CC du Pays de Saint Fulgent - Les Essarts)

| Tête de liste | Tête de liste | Parti(s) | Nuance | Premier tour | Premier tour | Second tour | Second tour | Sièges | Sièges |
| Tête de liste | Tête de liste | Parti(s) | Nuance | Voix         | %            | Voix        | %           | CM     | CC     |
| ------------- | ------------- | -------- | ------ | ------------ | ------------ | ----------- | ----------- | ------ | ------ |

### Le Fenouiller
- Maire sortante : Isabelle Tessier (DVD)
- 27 sièges à pourvoir au conseil municipal (population légale 2022 : 4 978 habitants)
- 4 sièges à pourvoir au conseil communautaire (CA du Pays de Saint-Gilles-Croix-de-Vie)

| Tête de liste | Tête de liste | Parti(s) | Nuance | Premier tour | Premier tour | Second tour | Second tour | Sièges | Sièges |
| Tête de liste | Tête de liste | Parti(s) | Nuance | Voix         | %            | Voix        | %           | CM     | CC     |
| ------------- | ------------- | -------- | ------ | ------------ | ------------ | ----------- | ----------- | ------ | ------ |

### La Ferrière
- Maire sortant : David Bely (DVD)
- 29 sièges à pourvoir au conseil municipal (population légale 2022 : 5 411 habitants)
- 3 sièges à pourvoir au conseil communautaire (La Roche-sur-Yon - Agglomération)

| Tête de liste | Tête de liste | Parti(s) | Nuance | Premier tour | Premier tour | Second tour | Second tour | Sièges | Sièges |
| Tête de liste | Tête de liste | Parti(s) | Nuance | Voix         | %            | Voix        | %           | CM     | CC     |
| ------------- | ------------- | -------- | ------ | ------------ | ------------ | ----------- | ----------- | ------ | ------ |

### Fontenay-le-Comte
- Maire sortant : Ludovic Hocbon (HOR)
- 33 sièges à pourvoir au conseil municipal (population légale 2022 : 13 806 habitants)
- 17 sièges à pourvoir au conseil communautaire (Pays de Fontenay-Vendée)

| Tête de liste | Tête de liste | Parti(s) | Nuance | Premier tour | Premier tour | Second tour | Second tour | Sièges | Sièges |
| Tête de liste | Tête de liste | Parti(s) | Nuance | Voix         | %            | Voix        | %           | CM     | CC     |
| ------------- | ------------- | -------- | ------ | ------------ | ------------ | ----------- | ----------- | ------ | ------ |

### La Garnache
- Maire sortant : François Petit (DVD)
- 29 sièges à pourvoir au conseil municipal (population légale 2022 : 5 413 habitants)
- 4 sièges à pourvoir au conseil communautaire (Challans-Gois Communauté)

| Tête de liste | Tête de liste | Parti(s) | Nuance | Premier tour | Premier tour | Second tour | Second tour | Sièges | Sièges |
| Tête de liste | Tête de liste | Parti(s) | Nuance | Voix         | %            | Voix        | %           | CM     | CC     |
| ------------- | ------------- | -------- | ------ | ------------ | ------------ | ----------- | ----------- | ------ | ------ |

### La Gaubretière
- Maire sortante : Marie-Thérèse Pluchon (DVD)
- 29 sièges à pourvoir au conseil municipal (population légale 2022 : 3 223 habitants)
- 4 sièges à pourvoir au conseil communautaire (CC du Pays de Mortagne)

| Tête de liste | Tête de liste | Parti(s) | Nuance | Premier tour | Premier tour | Second tour | Second tour | Sièges | Sièges |
| Tête de liste | Tête de liste | Parti(s) | Nuance | Voix         | %            | Voix        | %           | CM     | CC     |
| ------------- | ------------- | -------- | ------ | ------------ | ------------ | ----------- | ----------- | ------ | ------ |

### L'Herbergement
- Maire sortante : Anne Boisteau-Payen (DVD)
- 23 sièges à pourvoir au conseil municipal (population légale 2022 : 3 437 habitants)
- 3 sièges à pourvoir au conseil communautaire (CA Terre de Montaigu)

| Tête de liste | Tête de liste | Parti(s) | Nuance | Premier tour | Premier tour | Second tour | Second tour | Sièges | Sièges |
| Tête de liste | Tête de liste | Parti(s) | Nuance | Voix         | %            | Voix        | %           | CM     | CC     |
| ------------- | ------------- | -------- | ------ | ------------ | ------------ | ----------- | ----------- | ------ | ------ |

### Les Herbiers
- Maire sortant : Christophe Hogard (DVD)
- 33 sièges à pourvoir au conseil municipal (population légale 2022 : 16 589 habitants)
- 18 sièges à pourvoir au conseil communautaire (CC du Pays des Herbiers)

| Tête de liste | Tête de liste | Parti(s) | Nuance | Premier tour | Premier tour | Second tour | Second tour | Sièges | Sièges |
| Tête de liste | Tête de liste | Parti(s) | Nuance | Voix         | %            | Voix        | %           | CM     | CC     |
| ------------- | ------------- | -------- | ------ | ------------ | ------------ | ----------- | ----------- | ------ | ------ |

### L'Île-d'Yeu
- Maire sortante : Carole Charuau (DVD)
- 27 sièges à pourvoir au conseil municipal (population légale 2022 : 4 887 habitants)

| Tête de liste | Tête de liste | Parti(s) | Nuance | Premier tour | Premier tour | Second tour | Second tour | Sièges |
| Tête de liste | Tête de liste | Parti(s) | Nuance | Voix         | %            | Voix        | %           | CM     |
| ------------- | ------------- | -------- | ------ | ------------ | ------------ | ----------- | ----------- | ------ |

### Jard-sur-Mer
- Maire sortante : Sonia Gindreau (SE)
- 23 sièges à pourvoir au conseil municipal (population légale 2022 : 3 046 habitants)
- 3 sièges à pourvoir au conseil communautaire (Vendée Grand Littoral)

| Tête de liste | Tête de liste | Parti(s) | Nuance | Premier tour | Premier tour | Second tour | Second tour | Sièges | Sièges |
| Tête de liste | Tête de liste | Parti(s) | Nuance | Voix         | %            | Voix        | %           | CM     | CC     |
| ------------- | ------------- | -------- | ------ | ------------ | ------------ | ----------- | ----------- | ------ | ------ |

### Luçon
- Maire sortant : Dominique Bonnin (LR)
- 29 sièges à pourvoir au conseil municipal (population légale 2022 : 9 450 habitants)
- 12 sièges à pourvoir au conseil communautaire (Sud Vendée Littoral)

| Tête de liste | Tête de liste | Parti(s) | Nuance | Premier tour | Premier tour | Second tour | Second tour | Sièges | Sièges |
| Tête de liste | Tête de liste | Parti(s) | Nuance | Voix         | %            | Voix        | %           | CM     | CC     |
| ------------- | ------------- | -------- | ------ | ------------ | ------------ | ----------- | ----------- | ------ | ------ |

### Les Lucs-sur-Boulogne
- Maire sortant : Roger Gaborieau (DVD)
- 27 sièges à pourvoir au conseil municipal (population légale 2022 : 3 671 habitants)
- 4 sièges à pourvoir au conseil communautaire (CC de Vie et Boulogne)

| Tête de liste | Tête de liste | Parti(s) | Nuance | Premier tour | Premier tour | Second tour | Second tour | Sièges | Sièges |
| Tête de liste | Tête de liste | Parti(s) | Nuance | Voix         | %            | Voix        | %           | CM     | CC     |
| ------------- | ------------- | -------- | ------ | ------------ | ------------ | ----------- | ----------- | ------ | ------ |

### Montaigu-Vendée
- Maire sortant : Florent Limouzin (DVD)
- 43 sièges à pourvoir au conseil municipal (population légale 2022 : 20 754 habitants)
- 20 sièges à pourvoir au conseil communautaire (CA Terres de Montaigu)

| Tête de liste | Tête de liste | Parti(s) | Nuance | Premier tour | Premier tour | Second tour | Second tour | Sièges | Sièges |
| Tête de liste | Tête de liste | Parti(s) | Nuance | Voix         | %            | Voix        | %           | CM     | CC     |
| ------------- | ------------- | -------- | ------ | ------------ | ------------ | ----------- | ----------- | ------ | ------ |

### Montréverd
- Maire sortant : Damien Grasset (DVD)
- 27 sièges à pourvoir au conseil municipal (population légale 2022 : 3 833 habitants)
- 4 sièges à pourvoir au conseil communautaire (CA Terres de Montaigu)

| Tête de liste | Tête de liste | Parti(s) | Nuance | Premier tour | Premier tour | Second tour | Second tour | Sièges | Sièges |
| Tête de liste | Tête de liste | Parti(s) | Nuance | Voix         | %            | Voix        | %           | CM     | CC     |
| ------------- | ------------- | -------- | ------ | ------------ | ------------ | ----------- | ----------- | ------ | ------ |

### Mortagne-sur-Sèvre
- Maire sortant : Alain Brochoire (DVD), ne se représente pas[4].
- 29 sièges à pourvoir au conseil municipal (population légale 2022 : 6 065 habitants)
- 7 sièges à pourvoir au conseil communautaire (CC du Pays de Mortagne)

| Tête de liste | Tête de liste | Parti(s) | Nuance | Premier tour | Premier tour | Second tour | Second tour | Sièges | Sièges |
| Tête de liste | Tête de liste | Parti(s) | Nuance | Voix         | %            | Voix        | %           | CM     | CC     |
| ------------- | ------------- | -------- | ------ | ------------ | ------------ | ----------- | ----------- | ------ | ------ |

### Mouilleron-le-Captif
- Maire sortant : Jacky Godard (DVD)
- 29 sièges à pourvoir au conseil municipal (population légale 2022 : 5 209 habitants)
- 3 sièges à pourvoir au conseil communautaire (La Roche-sur-Yon - Agglomération)

| Tête de liste | Tête de liste | Parti(s) | Nuance | Premier tour | Premier tour | Second tour | Second tour | Sièges | Sièges |
| Tête de liste | Tête de liste | Parti(s) | Nuance | Voix         | %            | Voix        | %           | CM     | CC     |
| ------------- | ------------- | -------- | ------ | ------------ | ------------ | ----------- | ----------- | ------ | ------ |

### Nesmy
- Maire sortant : Thierry Ganachaud (DVD)
- 23 sièges à pourvoir au conseil municipal (population légale 2022 : 3 056 habitants)
- 1 siège à pourvoir au conseil communautaire (La Roche-sur-Yon - Agglomération)

| Tête de liste | Tête de liste | Parti(s) | Nuance | Premier tour | Premier tour | Second tour | Second tour | Sièges | Sièges |
| Tête de liste | Tête de liste | Parti(s) | Nuance | Voix         | %            | Voix        | %           | CM     | CC     |
| ------------- | ------------- | -------- | ------ | ------------ | ------------ | ----------- | ----------- | ------ | ------ |

### Noirmoutier-en-l'Île
- Maire sortant : Yan Balat (DVC)
- 27 sièges à pourvoir au conseil municipal (population légale 2022 : 4 502 habitants)
- 10 sièges à pourvoir au conseil communautaire (CC de l'ïle de Noirmoitier)

| Tête de liste | Tête de liste | Parti(s) | Nuance | Premier tour | Premier tour | Second tour | Second tour | Sièges | Sièges |
| Tête de liste | Tête de liste | Parti(s) | Nuance | Voix         | %            | Voix        | %           | CM     | CC     |
| ------------- | ------------- | -------- | ------ | ------------ | ------------ | ----------- | ----------- | ------ | ------ |

### Le Poiré-sur-Vie
- Maire sortante : Sabine Roirand (DVD), ne se représente pas[5]
- 29 sièges à pourvoir au conseil municipal (population légale 2022 : 8 637 habitants)
- 9 sièges à pourvoir au conseil communautaire (CC de Vie et Boulogne)

| Tête de liste            | Tête de liste  | Parti(s) | Nuance | Premier tour | Premier tour | Second tour | Second tour | Sièges | Sièges |
| Tête de liste            | Tête de liste  | Parti(s) | Nuance | Voix         | %            | Voix        | %           | CM     | CC     |
| ------------------------ | -------------- | -------- | ------ | ------------ | ------------ | ----------- | ----------- | ------ | ------ |
|                          | Frédéric Praud | SE       |        |              |              |             |             |        |        |
|                          |                |          |        |              |              |             |             |        |        |
| Exprimés                 |                |          |        |              |              |             |             |        |        |
| Votes blancs             |                |          |        |              |              |             |             |        |        |
| Votes nuls               |                |          |        |              |              |             |             |        |        |
| Total                    | Total          | Total    | Total  |              | 100          |             | 100         | 29     | 9      |
| Absentions               |                |          |        |              |              |             |             |        |        |
| Inscrits / participation |                |          |        |              |              |             |             |        |        |

### Pouzauges
- Maire sortante : Michelle Devanne (DVG)
- 29 sièges à pourvoir au conseil municipal (population légale 2022 : 5 641 habitants)
- 9 sièges à pourvoir au conseil communautaire (CC du Pays de Pouzauges)

| Tête de liste | Tête de liste | Parti(s) | Nuance | Premier tour | Premier tour | Second tour | Second tour | Sièges | Sièges |
| Tête de liste | Tête de liste | Parti(s) | Nuance | Voix         | %            | Voix        | %           | CM     | CC     |
| ------------- | ------------- | -------- | ------ | ------------ | ------------ | ----------- | ----------- | ------ | ------ |

### Rives de l'Yon
- Maire sortant : Christophe Hermouet (DVD)
- 27 sièges à pourvoir au conseil municipal (population légale 2022 : 4 285 habitants)
- 2 sièges à pourvoir au conseil communautaire (La Roche-sur-Yon - Agglomération)

| Tête de liste | Tête de liste | Parti(s) | Nuance | Premier tour | Premier tour | Second tour | Second tour | Sièges | Sièges |
| Tête de liste | Tête de liste | Parti(s) | Nuance | Voix         | %            | Voix        | %           | CM     | CC     |
| ------------- | ------------- | -------- | ------ | ------------ | ------------ | ----------- | ----------- | ------ | ------ |

### Rocheservière
- Maire sortant : Bernard Dabreteau (DVD)
- 27 sièges à pourvoir au conseil municipal (population légale 2022 : 3 571 habitants)
- 3 sièges à pourvoir au conseil communautaire (CA Terres de Montaigu)

| Tête de liste | Tête de liste | Parti(s) | Nuance | Premier tour | Premier tour | Second tour | Second tour | Sièges | Sièges |
| Tête de liste | Tête de liste | Parti(s) | Nuance | Voix         | %            | Voix        | %           | CM     | CC     |
| ------------- | ------------- | -------- | ------ | ------------ | ------------ | ----------- | ----------- | ------ | ------ |

### La Roche-sur-Yon
- Maire sortant : Luc Bouard (HOR)
- 45 sièges à pourvoir au conseil municipal (population légale 2022 : 54 699 habitants)
- 22 sièges à pourvoir au conseil communautaire (La Roche-sur-Yon - Agglomération)

| Tête de liste            | Tête de liste | Parti(s) | Nuance | Premier tour | Premier tour | Second tour | Second tour | Sièges | Sièges |
| Tête de liste            | Tête de liste | Parti(s) | Nuance | Voix         | %            | Voix        | %           | CM     | CC     |
| ------------------------ | ------------- | -------- | ------ | ------------ | ------------ | ----------- | ----------- | ------ | ------ |
|                          | Luc Bouard,   | HOR      |        |              |              |             |             |        |        |
|                          |               |          |        |              |              |             |             |        |        |
| Exprimés                 |               |          |        |              |              |             |             |        |        |
| Votes blancs             |               |          |        |              |              |             |             |        |        |
| Votes nuls               |               |          |        |              |              |             |             |        |        |
| Total                    | Total         | Total    | Total  |              | 100          |             | 100         | 45     | 22     |
| Absentions               |               |          |        |              |              |             |             |        |        |
| Inscrits / participation |               |          |        |              |              |             |             |        |        |

### Les Sables-d'Olonne
- Maire sortant : Yannick Moreau (DVD), ne se représente pas[4].
- 45 sièges à pourvoir au conseil municipal (population légale 2022 : 48 740 habitants)
- 20 sièges à pourvoir au conseil communautaire (Les Sables-d'Olonne Agglomération)

| Tête de liste            | Tête de liste   | Parti(s) | Nuance | Premier tour | Premier tour | Second tour | Second tour | Sièges | Sièges |
| Tête de liste            | Tête de liste   | Parti(s) | Nuance | Voix         | %            | Voix        | %           | CM     | CC     |
| ------------------------ | --------------- | -------- | ------ | ------------ | ------------ | ----------- | ----------- | ------ | ------ |
|                          | Anthony Bourget | DVD      |        |              |              |             |             |        |        |
|                          |                 |          |        |              |              |             |             |        |        |
| Exprimés                 |                 |          |        |              |              |             |             |        |        |
| Votes blancs             |                 |          |        |              |              |             |             |        |        |
| Votes nuls               |                 |          |        |              |              |             |             |        |        |
| Total                    | Total           | Total    | Total  |              | 100          |             | 100         | 45     | 20     |
| Absentions               |                 |          |        |              |              |             |             |        |        |
| Inscrits / participation |                 |          |        |              |              |             |             |        |        |

### Saint-Fulgent
- Maire sortant : Jean-Luc Gautron (DVD)
- 27 sièges à pourvoir au conseil municipal (population légale 2022 : 3 924 habitants)
- 4 sièges à pourvoir au conseil communautaire (CC du Pays de Saint-Fulgent - Les Essarts)

| Tête de liste | Tête de liste | Parti(s) | Nuance | Premier tour | Premier tour | Second tour | Second tour | Sièges | Sièges |
| Tête de liste | Tête de liste | Parti(s) | Nuance | Voix         | %            | Voix        | %           | CM     | CC     |
| ------------- | ------------- | -------- | ------ | ------------ | ------------ | ----------- | ----------- | ------ | ------ |

### Saint-Gilles-Croix-de-Vie
- Maire sortant : François Blanchet (HOR)
- 29 sièges à pourvoir au conseil municipal (population légale 2022 : 8 140 habitants)
- 7 sièges à pourvoir au conseil communautaire (CA du Pays de Saint-Gilles-Croix-de-Vie)

| Tête de liste            | Tête de liste      | Parti(s) | Nuance | Premier tour | Premier tour | Second tour | Second tour | Sièges | Sièges |
| Tête de liste            | Tête de liste      | Parti(s) | Nuance | Voix         | %            | Voix        | %           | CM     | CC     |
| ------------------------ | ------------------ | -------- | ------ | ------------ | ------------ | ----------- | ----------- | ------ | ------ |
|                          | François Blanchet, | HOR      |        |              |              |             |             |        |        |
|                          |                    |          |        |              |              |             |             |        |        |
| Exprimés                 |                    |          |        |              |              |             |             |        |        |
| Votes blancs             |                    |          |        |              |              |             |             |        |        |
| Votes nuls               |                    |          |        |              |              |             |             |        |        |
| Total                    | Total              | Total    | Total  |              | 100          |             | 100         | 29     | 7      |
| Absentions               |                    |          |        |              |              |             |             |        |        |
| Inscrits / participation |                    |          |        |              |              |             |             |        |        |

### Saint-Hilaire-de-Riez
- Maire sortante : Kathia Viel (DVG)
- 33 sièges à pourvoir au conseil municipal (population légale 2022 : 12 923 habitants)
- 11 sièges à pourvoir au conseil communautaire (CA du Pays de Saint-Gilles-Croix-de-Vie)

| Tête de liste            | Tête de liste | Parti(s) | Nuance | Premier tour | Premier tour | Second tour | Second tour | Sièges | Sièges |
| Tête de liste            | Tête de liste | Parti(s) | Nuance | Voix         | %            | Voix        | %           | CM     | CC     |
| ------------------------ | ------------- | -------- | ------ | ------------ | ------------ | ----------- | ----------- | ------ | ------ |
|                          | Kathia Viel,  | DVG      |        |              |              |             |             |        |        |
|                          |               |          |        |              |              |             |             |        |        |
| Exprimés                 |               |          |        |              |              |             |             |        |        |
| Votes blancs             |               |          |        |              |              |             |             |        |        |
| Votes nuls               |               |          |        |              |              |             |             |        |        |
| Total                    | Total         | Total    | Total  |              | 100          |             | 100         | 33     | 11     |
| Absentions               |               |          |        |              |              |             |             |        |        |
| Inscrits / participation |               |          |        |              |              |             |             |        |        |

### Saint-Jean-de-Monts
- Maire sortante : Véronique Launay (DVG)
- 29 sièges à pourvoir au conseil municipal (population légale 2022 : 8 809 habitants)
- 14 sièges à pourvoir au conseil communautaire (CC Océan Marais de Monts)

| Tête de liste | Tête de liste | Parti(s) | Nuance | Premier tour | Premier tour | Second tour | Second tour | Sièges | Sièges |
| Tête de liste | Tête de liste | Parti(s) | Nuance | Voix         | %            | Voix        | %           | CM     | CC     |
| ------------- | ------------- | -------- | ------ | ------------ | ------------ | ----------- | ----------- | ------ | ------ |

### Saint-Laurent-sur-Sèvre
- Maire sortant : Éric Couderc (DVD)
- 27 sièges à pourvoir au conseil municipal (population légale 2022 : 3 613 habitants)
- 4 sièges à pourvoir au conseil communautaire (CC du Pays de Mortagne)

| Tête de liste | Tête de liste | Parti(s) | Nuance | Premier tour | Premier tour | Second tour | Second tour | Sièges | Sièges |
| Tête de liste | Tête de liste | Parti(s) | Nuance | Voix         | %            | Voix        | %           | CM     | CC     |
| ------------- | ------------- | -------- | ------ | ------------ | ------------ | ----------- | ----------- | ------ | ------ |

### Saint-Philbert-de-Bouaine
- Maire sortant : Francis Breton (DVD)
- 27 sièges à pourvoir au conseil municipal (population légale 2022 : 3 622 habitants)
- 3 sièges à pourvoir au conseil communautaire (CA Terre de Montaigu)

| Tête de liste | Tête de liste | Parti(s) | Nuance | Premier tour | Premier tour | Second tour | Second tour | Sièges | Sièges |
| Tête de liste | Tête de liste | Parti(s) | Nuance | Voix         | %            | Voix        | %           | CM     | CC     |
| ------------- | ------------- | -------- | ------ | ------------ | ------------ | ----------- | ----------- | ------ | ------ |

### Sallertaine
- Maire sortant : Jean-Luc Menuet (DVD)
- 23 sièges à pourvoir au conseil municipal (population légale 2022 : 3 390 habitants)
- 2 sièges à pourvoir au conseil communautaire (Challans-Gois Communauté)

| Tête de liste | Tête de liste | Parti(s) | Nuance | Premier tour | Premier tour | Second tour | Second tour | Sièges | Sièges |
| Tête de liste | Tête de liste | Parti(s) | Nuance | Voix         | %            | Voix        | %           | CM     | CC     |
| ------------- | ------------- | -------- | ------ | ------------ | ------------ | ----------- | ----------- | ------ | ------ |

### Sèvremont
- Maire sortant : Jean-Louis Roy (DVD)
- 29 sièges à pourvoir au conseil municipal (population légale 2022 : 6 401 habitants)
- 9 sièges à pourvoir au conseil communautaire (CC du Pays de Pouzauges)

| Tête de liste | Tête de liste | Parti(s) | Nuance | Premier tour | Premier tour | Second tour | Second tour | Sièges | Sièges |
| Tête de liste | Tête de liste | Parti(s) | Nuance | Voix         | %            | Voix        | %           | CM     | CC     |
| ------------- | ------------- | -------- | ------ | ------------ | ------------ | ----------- | ----------- | ------ | ------ |

### Soullans
- Maire sortant : Jean-Michel Rouillé (DVD)
- 27 sièges à pourvoir au conseil municipal (population légale 2022 : 4 535 habitants)
- 7 sièges à pourvoir au conseil communautaire (CC Océan Marais de Monts)

| Tête de liste | Tête de liste | Parti(s) | Nuance | Premier tour | Premier tour | Second tour | Second tour | Sièges | Sièges |
| Tête de liste | Tête de liste | Parti(s) | Nuance | Voix         | %            | Voix        | %           | CM     | CC     |
| ------------- | ------------- | -------- | ------ | ------------ | ------------ | ----------- | ----------- | ------ | ------ |

### Talmont-Saint-Hilaire
- Maire sortant : Maxence de Rugy (LR)
- 29 sièges à pourvoir au conseil municipal (population légale 2022 : 8 327 habitants)
- 10 sièges à pourvoir au conseil communautaire (Vendée Grand Littoral)

| Tête de liste | Tête de liste | Parti(s) | Nuance | Premier tour | Premier tour | Second tour | Second tour | Sièges | Sièges |
| Tête de liste | Tête de liste | Parti(s) | Nuance | Voix         | %            | Voix        | %           | CM     | CC     |
| ------------- | ------------- | -------- | ------ | ------------ | ------------ | ----------- | ----------- | ------ | ------ |

### La Tranche-sur-Mer
- Maire sortant : Serge Kubryk (LR), ne se représente pas[4].
- 23 sièges à pourvoir au conseil municipal (population légale 2022 : 3 129 habitants)
- 3 sièges à pourvoir au conseil communautaire (Sud Vendée Littoral)

| Tête de liste | Tête de liste | Parti(s) | Nuance | Premier tour | Premier tour | Second tour | Second tour | Sièges | Sièges |
| Tête de liste | Tête de liste | Parti(s) | Nuance | Voix         | %            | Voix        | %           | CM     | CC     |
| ------------- | ------------- | -------- | ------ | ------------ | ------------ | ----------- | ----------- | ------ | ------ |

### Treize-Septiers
- Maire sortante : Isabelle Rivière (LR)
- 23 sièges à pourvoir au conseil municipal (population légale 2022 : 3 361 habitants)
- 3 sièges à pourvoir au conseil communautaire (CA Terres de Montaigu)

| Tête de liste | Tête de liste | Parti(s) | Nuance | Premier tour | Premier tour | Second tour | Second tour | Sièges | Sièges |
| Tête de liste | Tête de liste | Parti(s) | Nuance | Voix         | %            | Voix        | %           | CM     | CC     |
| ------------- | ------------- | -------- | ------ | ------------ | ------------ | ----------- | ----------- | ------ | ------ |

### Venansault
- Maire sortant : Laurent Favreau (DVD)
- 27 sièges à pourvoir au conseil municipal (population légale 2022 : 4 743 habitants)
- 2 sièges à pourvoir au conseil communautaire (La Roche-sur-Yon - Agglomération)

| Tête de liste            | Tête de liste    | Parti(s) | Nuance | Premier tour | Premier tour | Second tour | Second tour | Sièges | Sièges |
| Tête de liste            | Tête de liste    | Parti(s) | Nuance | Voix         | %            | Voix        | %           | CM     | CC     |
| ------------------------ | ---------------- | -------- | ------ | ------------ | ------------ | ----------- | ----------- | ------ | ------ |
|                          | Laurent Favreau, | DVD      |        |              |              |             |             |        |        |
|                          |                  |          |        |              |              |             |             |        |        |
| Exprimés                 |                  |          |        |              |              |             |             |        |        |
| Votes blancs             |                  |          |        |              |              |             |             |        |        |
| Votes nuls               |                  |          |        |              |              |             |             |        |        |
| Total                    | Total            | Total    | Total  |              | 100          |             | 100         | 27     | 2      |
| Absentions               |                  |          |        |              |              |             |             |        |        |
| Inscrits / participation |                  |          |        |              |              |             |             |        |        |